# Persone di nome Luigi/Scrittori
| Questa pagina contiene informazioni ricavate automaticamente dalle voci biografiche con l'ausilio del template Bio e di un bot. L'aggiornamento è periodico e automatico e ricostruisce completamente la pagina. Se manca una persona in questa lista, sei pregato di non aggiungerla, ma accertati piuttosto che la sua voce biografica contenga il template Bio e che i dati anagrafici siano correttamente compilati. Se il template Bio manca, inseriscilo tu stesso o, in alternativa, metti l'avviso {{tmp\|Bio}} che ne segnala la mancanza. Se i dati riportati sono sbagliati, correggi direttamente la voce biografica; le modifiche saranno visibili in questa lista entro pochi giorni. Per chiarimenti vedi il progetto antroponimi. La lista contiene solo le 63 persone che sono citate nell'enciclopedia e per le quali è stato implementato correttamente il template Bio. Pagina aggiornata al 22 giu 2025. |

Questa è una lista di persone presenti nell'enciclopedia che hanno il nome Luigi e sono scrittori.

## A(3)
- Luigi Allegri, scrittore italiano (San Secondo Parmense, n. 1948)
- Luigi Ambrosini, scrittore e giornalista italiano (Fano, n. 1883 - Torino, † 1929)
- Luigi Angiolini, scrittore italiano (Seravezza, n. 1750 - Seravezza, † 1821)

## B(7)
- Luigi Bairo, scrittore italiano (Cirié, n. 1962)
- Luigi Ballerini, scrittore, poeta e traduttore italiano (Milano, n. 1940)
- Luigi Ballerini, scrittore italiano (Sarzana, n. 1963)
- Luigi Bernardi, scrittore, saggista e sceneggiatore italiano (Ozzano dell'Emilia, n. 1953 - Bologna, † 2013)
- Luigi Bertelli, scrittore, giornalista e poeta italiano (Firenze, n. 1860 - Firenze, † 1920)
- Luigi Biondi, scrittore e archeologo italiano (Roma, n. 1776 - Roma, † 1839)
- Luigi Bonelli, scrittore e sceneggiatore italiano (Siena, n. 1892 - Siena, † 1954)

## C(6)
- Luigi Calcerano, scrittore e saggista italiano (Roma, n. 1949)
- Luigi Camoletti, scrittore e giornalista italiano (Novara, n. 1804 - Novara, † 1880)
- Luigi Capranica, romanziere, drammaturgo e patriota italiano (Roma, n. 1821 - Milano, † 1891)
- Luigi Capuana, scrittore, critico letterario e giornalista italiano (Mineo, n. 1839 - Catania, † 1915)
- Luigi Romolo Carrino, scrittore italiano (Napoli, n. 1968)
- Luigi Cunsolo, scrittore, poeta e traduttore italiano (Stilo, n. 1884 - Roma, † 1979)

## D(5)
- Luigi Davì, scrittore e funzionario italiano (Valdigna d'Aosta, n. 1929 - Collegno, † 2021)
- Luigi De Pascalis, scrittore italiano (Lanciano, n. 1943)
- Luigi Devoti, scrittore, medico e fotografo italiano (Roma, n. 1931 - Monte Compatri, † 2014)
- Luigi da Porto, scrittore e storiografo italiano (Vicenza, n. 1485 - Vicenza, † 1529)
- Luigi de Rosa, scrittore italiano (Pozzuoli, n. 1385 - Napoli)

## F(2)
- Luigi Falchi, scrittore, poeta e giornalista italiano (Sassari, n. 1873 - Sassari, † 1940)
- Luigi Fenizi, scrittore italiano (Falerone, n. 1944 - Roma, † 2024)

## G(8)
- Luigi Gianoli, scrittore, critico musicale e giornalista italiano (Monza, n. 1918 - Milano, † 1998)
- Luigi Gramegna, scrittore italiano (Borgolavezzaro, n. 1846 - Torino, † 1928)
- Luigi Grande, scrittore e magistrato italiano (Acireale, n. 1921 - Cremona, † 1995)
- Luigi Grazzi, scrittore e presbitero italiano (San Secondo Parmense, n. 1914 - Parma, † 1984)
- Luigi Gualtieri, scrittore e librettista italiano (Saludecio, n. 1827 - Sanremo, † 1901)
- Luigi Guarnieri, scrittore e drammaturgo italiano (Catanzaro, n. 1962)
- Luigi Guicciardi, scrittore e critico letterario italiano (Modena, n. 1953)
- Luigi Gurakuqi, scrittore e politico albanese (Scutari, n. 1879 - Bari, † 1925)

## I(1)
- Luigi Incoronato, scrittore e saggista italiano (Montréal, n. 1920 - Napoli, † 1967)

## L(5)
- Luigi La Vista, scrittore e patriota italiano (Venosa, n. 1826 - Napoli, † 1848)
- Luigi Lauda, scrittore, poeta e storico italiano (Greci, n. 1824 - † 1892)
- Luigi Lazzaro, scrittore italiano (Vasto, n. 1945)
- Luigi Leone, scrittore e politico italiano (Siracusa, n. 1858 - Siracusa, † 1938)
- Luigi Lepri, scrittore italiano (Bologna, n. 1938 - Bologna, † 2025)

## M(6)
- Luigi Malerba, scrittore e sceneggiatore italiano (Pietramogolana, n. 1927 - Roma, † 2008)
- Luigi Menghini, scrittore italiano (n. 1946)
- Luigi Monteleone, scrittore italiano (Napoli, n. 1920 - Noventa Padovana, † 2004)
- Luigi Monti, scrittore e diplomatico italiano (Palermo, n. 1830 - Palermo, † 1914)
- Luigi Monti, scrittore e farmacista italiano (Perugia, n. 1875 - Rapallo, † 1935)
- Luigi Motta, scrittore, commediografo e giornalista italiano (Bussolengo, n. 1881 - Milano, † 1955)

## N(3)
- Luigi Nardo, scrittore e pubblicista italiano (Padova, n. 1928 - Padova, † 2012)
- Luigi Natoli, scrittore e storiografo italiano (Palermo, n. 1857 - Palermo, † 1941)
- Luigi Naviglio, scrittore, fumettista e giornalista italiano (Firenze, n. 1936 - Milano, † 2001)

## P(6)
- Luigi Parpagliolo, scrittore e naturalista italiano (Palmi, n. 1862 - Roma, † 1953)
- Luigi Perin, scrittore, romanziere e drammaturgo italiano (Sabaudia)
- Luigi Maria Personè, scrittore e giornalista italiano (Nardò, n. 1902 - Firenze, † 2004)
- Luigi Piloni, scrittore italiano (Cagliari, n. 1907 - † 1991)
- Luigi Podda, scrittore italiano (Orgosolo, n. 1924 - Orgosolo, † 2009)
- Luigi Pruneti, scrittore italiano (Firenze, n. 1948)

## S(6)
- Luigi Sailer, scrittore italiano (Milano, n. 1825 - Modena, † 1885)
- Luigi Santucci, scrittore, poeta e commediografo italiano (Milano, n. 1918 - Milano, † 1999)
- Luigi Settembrini, scrittore e patriota italiano (Napoli, n. 1813 - Napoli, † 1876)
- Luigi Settembrini, scrittore italiano (Milano, n. 1937 - Milano, † 2025)
- Luigi Siciliani, scrittore, politico e giornalista italiano (Cirò, n. 1881 - Roma, † 1925)
- Luigi Silori, scrittore, critico letterario e conduttore televisivo italiano (Roma, n. 1921 - Roma, † 1983)

## T(1)
- Luigi Galeazzo Tenconi, scrittore e traduttore italiano (Legnano, n. 1899 - Milano, † 1973)

## U(1)
- Luigi Ugolini, scrittore e giornalista italiano (Firenze, n. 1891 - Firenze, † 1980)

## V(3)
- Luigi Donato Ventura, scrittore italiano (Trani, n. 1845 - San Francisco, † 1912)
- Luigi Vignato, scrittore, fotografo e esploratore italiano (Vicenza, n. 1929 - Torri di Quartesolo, † 2021)
- Luigi Viva, scrittore italiano (Roma, n. 1955)